# Brunnen am Nanteser Platz
Der Brunnen am Nanteser Platz ist ein Brunnen in Alt-Saarbrücken. Er wurde 1980 am Nanteser Platz errichtet.

## Geschichte
Im Zweiten Weltkrieg wurde der hintere Anbau des Rathauses und die Wohnbebauung dahinter zerstört. Der Nanteser Platz entstand dort in seiner heutigen Form Ende der 1970er Jahre als Zeichen der Städtefreundschaft mit der französischen Stadt Nantes entlang der Vorstadtstraße als Grünanlage mit Parkplätzen. An der Ecke Vorstadtstraße/Eisenbahnstraße schuf der saarländische Künstler Lothar Meßner 1980 einen Brunnen mit einer Bronzeplastik.

## Beschreibung
Eingefasst von einem niedrigen Beckenrand stehen auf fünf unterschiedlich hohen Steinsockeln abstrakte Elemente aus Bronze, die sich zu einem runden Ensemble zusammenfügen. Meßner sah die Bronzeplastik als einen „Reigen der einander in Harmonie zugeordneten Formen“ uns sah darin auch die Verbindung zu dem Gedanken einer Städtepartnerschaft.
Ursprünglich sollten zwei Wasserfontänen einen Bogen über die gesamte Beckenbreite bilden, umgesetzt wurde aber eine Lösung, in der das Wasser nur noch aus zwei Sockeln emporsteigt und die Brunnenskulptur benetzt.